# Euroliga Femenina 2023-24
La Euroliga Femenina 2023-24 fue la 66.ª edición del campeonato europeo de clubes femeninos baloncesto organizado por FIBA, y la 28.ª edición con el nombre de Euroliga Femenina.
La temporada comenzó un 20 de septiembre de 2023 con la Fase de Clasificación y acabó el 14 de abril de 2024 con la victoria de Fenerbahçe Alagöz Holding en la final de la Final Four celebrada en Mersin.

## Sistema de competición
La competición constó de 4 fases: Fase de Clasificación, Fase Regular, Cuartos de final y Final Four.

### Fase de Clasificación
Participaron 6 equipos, de los cuales 3 pasarían a la siguiente ronda. Los equipos clasificados obtuvieron su pase al ganar una eliminatoria directa contra otro equipo. Los perdedores de las eliminatorias cayeron repescados a la EuroCup Women 2023-24. La eliminatoria era a doble partido (ida y vuelta) y la ganaba el equipo que llegara a sumar más puntos entre los dos partidos. 

### Fase Regular
Estuvo formado por 2 grupos (A y B) con 8 equipos cada uno (16 equipos en total). Los equipos de cada grupo se enfrentaron todos contra todos dos veces: una vez ejerciendo como local y otra como visitante. Una vez jugado las 14 jornadas que esto suponía, los 4 primeros de cada grupo avanzaron a los Cuartos de final, mientras que los 4 últimos de cada grupo quedaron eliminados.

### Cuartos de final
Los 8 equipos que superaron la Fase Regular se enfrentaron en un play-off al mejor de tres partidos (el equipo que consiguiera 2 victorias se llevaba la eliminatoria). El primer partido se jugó en la pista del equipo mejor clasificado, el segundo en el del peor clasificado y, en el caso de que ambos equipos consiguieran una victoria, se jugó el tercer partido en la pista del equipo mejor clasificado otra vez. Los enfrentamientos se determinaron según la posición la cual se hubiera acabado en la anterior fase. Los cruces se realizaron de la siguiente forma:
- A1-B4
- A2-B3
- B1-A4
- B2-A3

donde la letra indica el grupo de procedencia y el número indica la posición en dicho grupo. Los 4 ganadores de las 4 eliminatorias pasaron a la última fase.

### Final Four
Los 4 equipos restantes se enfrentaron en un torneo de eliminatorias a partido único. Este torneo constó de 4 partidos: 2 semifinales, un partido por el tercer puesto entre los perdedores de las semifinales y una final. Todos los partidos se realizaron en una sede única. Los cruces se realizarán de la siguiente forma:
- Ganador A1/B4 - Ganador B2/A3
- Ganador A2/B3 - Ganador B1/A4

El equipo ganador del torneo se consideró el ganador de toda la competición.

## Calendario
| Fase                  | Ronda             | Fecha                    | Fecha                    | Fecha                    |
| --------------------- | ----------------- | ------------------------ | ------------------------ | ------------------------ |
| Sorteo                |                   | 9 de agosto de 2023      |                          |                          |
| Fase de Clasificación | Partido de ida    | 20 de septiembre de 2023 | 20 de septiembre de 2023 | 20 de septiembre de 2023 |
| Fase de Clasificación | Partido de vuelta | 27 de septiembre de 2023 | 27 de septiembre de 2023 | 27 de septiembre de 2023 |
| Fase Regular          | Jornada 1         | 4 de octubre de 2023     | 4 de octubre de 2023     | 4 de octubre de 2023     |
| Fase Regular          | Jornada 2         | 11 de octubre de 2023    | 11 de octubre de 2023    | 11 de octubre de 2023    |
| Fase Regular          | Jornada 3         | 18 de octubre de 2023    | 18 de octubre de 2023    | 18 de octubre de 2023    |
| Fase Regular          | Jornada 4         | 25 de octubre de 2023    | 25 de octubre de 2023    | 25 de octubre de 2023    |
| Fase Regular          | Jornada 5         | 31 de octubre de 2023    | 31 de octubre de 2023    | 31 de octubre de 2023    |
| Fase Regular          | Jornada 6         | 22 de noviembre de 2023  | 22 de noviembre de 2023  | 22 de noviembre de 2023  |
| Fase Regular          | Jornada 7         | 29 de noviembre de 2023  | 29 de noviembre de 2023  | 29 de noviembre de 2023  |
| Fase Regular          | Jornada 8         | 6 de diciembre de 2023   | 6 de diciembre de 2023   | 6 de diciembre de 2023   |
| Fase Regular          | Jornada 9         | 13 de diciembre de 2023  | 13 de diciembre de 2023  | 13 de diciembre de 2023  |
| Fase Regular          | Jornada 10        | 20 de diciembre de 2023  | 20 de diciembre de 2023  | 20 de diciembre de 2023  |
| Fase Regular          | Jornada 11        | 10 de enero de 2024      | 10 de enero de 2024      | 10 de enero de 2024      |
| Fase Regular          | Jornada 12        | 17 de enero de 2024      | 17 de enero de 2024      | 17 de enero de 2024      |
| Fase Regular          | Jornada 13        | 24 de enero de 2024      | 24 de enero de 2024      | 24 de enero de 2024      |
| Fase Regular          | Jornada 14        | 30 de enero de 2024      | 30 de enero de 2024      | 30 de enero de 2024      |
| Cuartos de final      | Primer partido    | 21 de febrero de 2024    | 21 de febrero de 2024    | 21 de febrero de 2024    |
| Cuartos de final      | Segundo partido   | 28 de febrero de 2024    | 28 de febrero de 2024    | 28 de febrero de 2024    |
| Cuartos de final      | Tercer partido    | 6 de marzo de 2024       | 6 de marzo de 2024       | 6 de marzo de 2024       |
| Final Four            | Semifinales       | 12 de abril de 2024      | 12 de abril de 2024      | 12 de abril de 2024      |
| Final Four            | Tercera posición  | 14 de abril de 2024      | 14 de abril de 2024      | 14 de abril de 2024      |
| Final Four            | Final             | 14 de abril de 2024      | 14 de abril de 2024      | 14 de abril de 2024      |

## Equipos participantes
Un total de 19 equipos participaron en esta edición: 6 equipos desde la Fase Clasificatoria y 13 directamente en la Fase Regular.
| Fase Regular             | Fase Regular              |
| ------------------------ | ------------------------- |
| ZVVZ USK Praha           | AZS UMCS Lublin           |
| LDLC ASVEL Féminin       | Valencia Basket           |
| Basket Landes            | Casademont Zaragoza       |
| ESB Villeneuve-d'Ascq    | Perfumerías Avenida       |
| SERCO Uni Gyor           | Fenerbahçe Alagöz Holding |
| Beretta Famila Schio     | Çukurova BK Mersin        |
| Virtus Segafredo Bologna |                           |
| Fase de Clasificación    |                           |
| London Lions             | KGHM BC Polkowice         |
| DVTK Hun-Therm           | ACS Sepsi-SIC             |
| TTT Riga                 | Beşiktaş JK               |

| Ubicación Participantes |
| --- |
| Valencia Basket ZVVZ USK Praha AZS UMCS Lublin LDLC ASVEL Féminin Basket Landes Casademont Zaragoza ESB Villeneuve-d'Ascq Perfumerías Avenida SERCO Uni Gyor Fenerbahçe Alagöz Holding Beretta Famila Schio Çukurova BK Mersin Virtus Segafredo Bologna London Lions KGHM BC Polkowice DVTK Hun-Therm ACS Sepsi-SIC TTT Riga Beşiktaş JK |
| Rojo: Grupo A; Verde: Grupo B; Púrpura: Fase de Clasificación. |

## Fase de Clasificación
| Equipo 1      | Agr.    | Equipo 2          | Ida   | Vuelta |
| ------------- | ------- | ----------------- | ----- | ------ |
| London Lions  | 121-135 | DVTK Hun-Therm    | 48-63 | 73-72  |
| ACS Sepsi-SIC | 122-116 | TTT Riga          | 59-54 | 63-62  |
| Beşiktaş JK   | 121-136 | KGHM BC Polkowice | 57-58 | 64-78  |

Fuente: 

## Fase Regular

### Grupo A
| Pos. | Equipo                    | PJ | G  | P  | PF   | PC   | DP   | Pts | Clasificación                      |  | FEN   | DVTK  | CAS   | SCH   | VAL   | ASV    | SEP    | LUB   |
| ---- | ------------------------- | -- | -- | -- | ---- | ---- | ---- | --- | ---------------------------------- |  | ----- | ----- | ----- | ----- | ----- | ------ | ------ | ----- |
| 1    | Fenerbahçe Alagöz Holding | 14 | 12 | 2  | 1198 | 909  | +289 | 26  | Clasificados para Cuartos de final |  | —     | 95–71 | 71–65 | 90–64 | 96–66 | 106–57 | 110–63 | 72–61 |
| 2    | DVTK Hun-Therm            | 14 | 9  | 5  | 927  | 916  | +11  | 23  | Clasificados para Cuartos de final |  | 64–81 | —     | 66–63 | 73–69 | 67–56 | 70–64  | 72–54  | 74–44 |
| 3    | Casademont Zaragoza       | 14 | 9  | 5  | 943  | 875  | +68  | 23  | Clasificados para Cuartos de final |  | 71–74 | 70–68 | —     | 56–51 | 59–47 | 63–60  | 85–57  | 96–49 |
| 4    | Beretta Famila Schio      | 14 | 9  | 5  | 996  | 951  | +45  | 23  | Clasificados para Cuartos de final |  | 75–67 | 55–59 | 73–59 | —     | 77–72 | 84–58  | 88–72  | 70–50 |
| 5    | Valencia Basket           | 14 | 8  | 6  | 991  | 937  | +54  | 22  | Eliminados                         |  | 64–88 | 84–59 | 85–56 | 87–60 | —     | 70–91  | 68–57  | 64–45 |
| 6    | LDLC ASVEL Féminin        | 14 | 5  | 9  | 1021 | 1079 | −58  | 19  | Eliminados                         |  | 89–81 | 57–67 | 64–67 | 83–90 | 61–70 | —      | 94–77  | 73–72 |
| 7    | ACS Sepsi-SIC             | 14 | 2  | 12 | 923  | 1108 | −185 | 16  | Eliminados                         |  | 49–82 | 68–80 | 68–69 | 58–70 | 61–71 | 86–85  | —      | 88–58 |
| 8    | AZS UMCS Lublin           | 14 | 2  | 12 | 806  | 1030 | −224 | 16  | Eliminados                         |  | 50–85 | 56–37 | 42–64 | 67–70 | 60–87 | 76–85  | 76–65  | —     |

 Fuente: FIBA

### Grupo B
| Pos. | Equipo                   | PJ | G  | P  | PF   | PC   | DP   | Pts | Clasificación                      |  | PRA   | CUK   | VIL   | AVE   | VIR   | POL   | LAN   | GYOR  |
| ---- | ------------------------ | -- | -- | -- | ---- | ---- | ---- | --- | ---------------------------------- |  | ----- | ----- | ----- | ----- | ----- | ----- | ----- | ----- |
| 1    | ZVVZ USK Praha           | 14 | 12 | 2  | 1056 | 914  | +142 | 26  | Clasificados para Cuartos de final |  | —     | 71–67 | 74–63 | 78–64 | 69–61 | 72–56 | 85–63 | 75–71 |
| 2    | Çukurova BK Mersin       | 14 | 9  | 5  | 961  | 948  | +13  | 23  | Clasificados para Cuartos de final |  | 56–77 | —     | 54–70 | 77–82 | 64–61 | 77–57 | 79–75 | 75–63 |
| 3    | ESB Villeneuve-d'Ascq    | 14 | 8  | 6  | 1043 | 985  | +58  | 22  | Clasificados para Cuartos de final |  | 90–81 | 60–69 | —     | 82–58 | 78–62 | 85–72 | 74–61 | 93–92 |
| 4    | Perfumerías Avenida      | 14 | 8  | 6  | 943  | 922  | +21  | 22  | Clasificados para Cuartos de final |  | 53–64 | 67–56 | 79–65 | —     | 58–62 | 75–66 | 69–44 | 56–42 |
| 5    | Virtus Segafredo Bologna | 14 | 7  | 7  | 995  | 999  | −4   | 21  | Eliminados                         |  | 69–90 | 65–73 | 65–62 | 79–75 | —     | 90–69 | 74–66 | 76–70 |
| 6    | KGHM BC Polkowice        | 14 | 6  | 8  | 1026 | 1070 | −44  | 20  | Eliminados                         |  | 75–68 | 59–66 | 77–61 | 73–78 | 81–78 | —     | 82–72 | 92–82 |
| 7    | Basket Landes            | 14 | 4  | 10 | 956  | 1032 | −76  | 18  | Eliminados                         |  | 62–69 | 70–72 | 80–71 | 69–48 | 70–68 | 75–81 | —     | 83–75 |
| 8    | SERCO Uni Gyor           | 14 | 2  | 12 | 1000 | 1110 | −110 | 16  | Eliminados                         |  | 64–83 | 71–76 | 61–89 | 65–81 | 74–85 | 91–80 | 79–66 | —     |

 Fuente: FIBA

## Cuartos de final
| Equipo 1                  | Series | Equipo 2              | 1.er partido | 2.º partido | 3.er partido |
| ------------------------- | ------ | --------------------- | ------------ | ----------- | ------------ |
| Fenerbahçe Alagöz Holding | 2-0    | Perfumerías Avenida   | 98-91        | 73-67       |              |
| DVTK Hun-Therm            | 1-2    | ESB Villeneuve-d'Ascq | 78-66        | 59-63       | 58-73        |
| ZVVZ USK Praha            | 2-1    | Beretta Famila Schio  | 78-60        | 61-73       | 74-54        |
| Çukurova BK Mersin        | 2-1    | Casademont Zaragoza   | 79-62        | 56-57       | 83-63        |

Fuente: 

## Final Four
|  | Semifinal                 | Semifinal                 | Semifinal             |                       |                           | Final                     | Final               | Final               |  |
|  | 12 de abril de 2024       | 12 de abril de 2024       | 12 de abril de 2024   |                       |                           | 14 de abril de 2024       | 14 de abril de 2024 | 14 de abril de 2024 |  |
|  |                           |                           |                       |                       |                           |                           |                     |                     |  |
|  |                           |                           |                       |                       |                           |                           |                     |                     |  |
|  | Fenerbahçe Alagöz Holding | Fenerbahçe Alagöz Holding | 89                    |                       |                           |                           |                     |                     |  |
|  | Fenerbahçe Alagöz Holding | Fenerbahçe Alagöz Holding | 89                    |                       |                           |                           |                     |                     |  |
|  | Çukurova BK Mersin        | Çukurova BK Mersin        | 80                    |                       |                           |                           |                     |                     |  |
|  | Çukurova BK Mersin        | Çukurova BK Mersin        | 80                    |                       | Fenerbahçe Alagöz Holding | Fenerbahçe Alagöz Holding | 106                 |                     |  |
|  |                           |                           |                       |                       | Fenerbahçe Alagöz Holding | Fenerbahçe Alagöz Holding | 106                 |                     |  |
|  |                           |                           | ESB Villeneuve-d'Ascq | ESB Villeneuve-d'Ascq | 73                        |                           |                     |                     |  |
|  | ESB Villeneuve-d'Ascq     | ESB Villeneuve-d'Ascq     | ESB Villeneuve-d'Ascq | ESB Villeneuve-d'Ascq | 73                        | 84                        |                     |                     |  |
|  | ESB Villeneuve-d'Ascq     | ESB Villeneuve-d'Ascq     |                       |                       |                           | 84                        |                     |                     |  |
|  | ZVVZ USK Praha            | ZVVZ USK Praha            | 78                    |                       |                           | Tercer lugar              | Tercer lugar        | Tercer lugar        |  |
|  | ZVVZ USK Praha            | ZVVZ USK Praha            | 78                    |                       |                           | Tercer lugar              | Tercer lugar        | Tercer lugar        |  |
|  |                           |                           |                       |                       |                           |                           |                     |                     |  |
|  |                           |                           |                       |                       |                           | Çukurova BK Mersin        | Çukurova BK Mersin  | 67                  |  |
|  |                           |                           |                       |                       |                           | Çukurova BK Mersin        | Çukurova BK Mersin  | 67                  |  |
|  |                           |                           |                       |                       |                           | ZVVZ USK Praha            | ZVVZ USK Praha      | 95                  |  |
|  |                           |                           |                       |                       |                           | ZVVZ USK Praha            | ZVVZ USK Praha      | 95                  |  |
|  |                           |                           |                       |                       |                           |                           |                     |                     |  |

| Campeonas de la FIBA Euroliga Femenina 23-24 |
| -------------------------------------------- |
| Fenerbahçe Alagöz Holding                    |